# Острополер, Герш
Гершеле Острополер (идиш הערשעלע אָסטראָפּאָלער‎ — Хершелэ (Эршелэ) Острополер, букв. Герш из Острополя; 1757, Острополь — 1811, Меджибож) — историческое лицо, еврей из Острополя, прославившийся своими выходками и точными ответами, ставший одним из главных героев устной традиции, в частности, шуток и анекдотов восточноевропейских евреев.

## Из биографии
Гершеле Острополер родился в волынском городке Острополе. По специальности он был шойхетом, то есть мясником, который осуществляет забой скота и птицы в соответствии с ритуальными предписаниями, но нужда сделала из него путешественника. Во время одного из таких путешествий его взял себе на службу в качестве шута-советчика известный цадик ребе Борух Тульчинский, известный также как Борух Меджибожский (1750—1810), внук Баал Шем Това.
Народный балагур и острослов, Острополер не только развлекал цадика своими веселыми анекдотами, пытаясь избавить его от меланхолии, но порой и осуждал за несдержанность характера и приступы беспричинного гнева. По преданию, после одной из таких острот в адрес цадика хасиды сбросили Острополера с лестницы и он вскоре умер, очевидно, от полученных ранений.
Гершеле похоронен на старом еврейском кладбище Междибожа. Надпись на табличке, написанная на иврите, в переводе на русский гласит:

Здесь похоронен
святой раввин Цви из Острополя,
именуемый Гершеле Острополер,
праведник и богобоязненный,
проживавший в Галиции
в третьем поколении хасидизма
придворный шут рабби Баруха из Меджибожа,
внука Баал Шем Това

## Острополер — литературный персонаж
Гершеле Острополер ещё при жизни был очень популярной личностью, после смерти довольно быстро он стал героем многочисленных историй, анекдотов и шуток евреев Подолии и Волыни, затем превратившись в одного из самых популярных персонажей фольклора восточноевропейских евреев. В народных рассказах образ Гершеля Острополера многогранен, что сближает его с фольклорными шутниками других народов, в том числе и всемирно популярным восточным Ходжой Насреддином: он и мудрец, и простак, правдоискатель и обманщик, благочестивец и нечестивец в одном лице. Сюжетную основу подавляющего большинства народных рассказов о Гершеле Острополере составляют отношения шутника и его покровителя цадика Боруха. Сборники рассказов и анекдотов об Острополере изданы на идише, иврите, русском, немецком, английском и других языках.
Огромная фольклорная популярность Гершеля Острополера стала причиной того факта, что он как герой попал и в произведения профессиональной культуры. Фольклорная версия смерти Острополера и его «весёлые» похороны отражены в рассказе И. Мангера «Гершл из Острополя». Жизнь и приключения Острополера стали темой и для других, преимущественно писавших на языке идиш писателей: Фроима Ойербаха, Моше Лифшица (1894—1940), его пьеса о Острополере была поставлена Виленской труппой в начале 1930-х, театральным режиссёром Майклом Вайхертом; Иехиэлаа Трунка, который посвятил ему роман «Дер фрейлехстер ид ин дер Велт» («самый веселый еврей в мире», 1953), Хорацы Сафрина. Исаак Бабель в рассказе «Шабос-нахаму» (1918) описал жизнь многодетного, обремененного бытом бедняка Гершеле Острополера.
«Гершеле Острополер» Моисея Гершензона — последний спектакль Московского ГОСЕТа, который состоялся 16 ноября 1949 г.